# Viatcheslav Kharlamov
Viatcheslav Mikhailovich Kharlamov (em russo:  Вячеслав Михайлович Харламов, Leningrado, 28 de janeiro de 1950) é um matemático russo-francês, especialista em geometria algébrica e topologia diferencial.
Kharlamov estudou de 1967 a 1972 na Universidade Estatal de Leningrado, onde obteve em 1975 o grau de Candidato de Ciências (doutorado), orientado por Vladimir Rokhlin, com a tese Congruences and inequalities for the Euler characteristic of real and projective algebraic varieties (em russo). A partir de 1968 lecionou em uma escola do ensino médio (continuando a pesquisar na universidade) e a partir de 1976 foi professor da Universidade de Syktyvkar. De 1979 ao 1991 foi professor do College of Electrical Engineering em Leningrado. Em 1985 recebeu o título de Doktor nauk (habilitação) com a tese Fourth-degree areas in three-dimensional space (em russo). É desde 1991 professor da Universidade de Estrasburgo, onde é membro permanente da equipe do Institut de Recherche Mathématique Avancée, UMRI 7501, Centre national de la recherche scientifique (CNRS).
A partir de 1972 teve sucesso na solução parcial do décimo-sexto problema de Hilbert, relativo ao número de componentes e à topologia de superfícies algébricas de quarta-ordem não-singulares em três dimensões. Em 1976 concluiu suas pesquisas sobre este assunto.
Em 1977 o prêmio da Sociedade Matemática de Moscou. Foi palestrante convidado do Congresso Internacional de Matemáticos em Helsinque (1978: Real algebraic surfaces).
Obteve a cidadania francesa. Dentre seus alunos de doutorado constam Jean-Yves Welschinger e Thomas Fiedler.

## Publicações selecionadas
- com Alexander Degtyarev and Ilya Itenberg: Real Enriques Surfaces, Springer Verlag, 2000
- Variétés de Fano réelles, d'après C. Viterbo , Bourbaki Séminaire 872, 1999/2000
- com S.Yu. Orevkov e E.I. Shustin: "Singularity which has no M-smoothing" in The Arnoldfest: Proceedings of a Conference in Honour of V.I. Arnold for his Sixtieth Birthday. Vol. 24. American Mathematical Soc., 1999.
- com O.Ya. Viro, O.A. Ivanov e N.Yu. Netsvetaev: Elementary Topology: Problem Textbook, American Mathematical Society, 2008 ISBN 978-0-8218-4506-6
- Editor com A. Korchagin, G. Polotovskii e O. Viro: Topology of Real Algebraic Varieties and Related Topics, American Mathematical Society, 1996